# Novi Mikanovci
Novi Mikanovci es una localidad de Croacia en el ejido del municipio de Stari Mikanovci, condado de Vukovar-Sirmia.

## Geografía
Se encuentra a una altitud de 573 m s. n. m. a 250 km de la capital nacional, Zagreb.

## Demografía
En el censo 2011 el total de población de la localidad fue de 573 habitantes.
| Gráfica de población de Novi Mikanovci 1857-2011                    |
|                                                                     |
| Según los censos de población de la oficina estadística de Croacia. |